# Peitz
Peitz (tiếng Sorbia Picnjo) là một thị xã thuộc huyện Spree-Neiße, đông bắc Brandenburg, Đức. Thị xã có khoảng cách 13 km về phía đông bắc Cottbus. Bao quanh bởi các hồ nước ngọt, thị xã nổi tiếng với nghề đánh bắt cá.